# Calceolaria cordifolia
Calceolaria cordifolia är en toffelblomsväxtart som beskrevs av U. Molau. Calceolaria cordifolia ingår i släktet toffelblommor, och familjen toffelblomsväxter. Inga underarter finns listade i Catalogue of Life.